# فيليب غينز
فيليب غينز (بالإنجليزية: Phillip Gaines)‏ هو لاعب كرة قدم أمريكية أمريكي، ولد في 4 أبريل 1991 في كونكورد في الولايات المتحدة.

## وصلات خارجية
- فيليب غينز على موقع مرجع كرة القدم المحترفة.كوم (الإنجليزية)